# Podniebienie miękkie
Podniebienie miękkie (łac. palatum molle, velum palatinum) – część podniebienia człowieka w części tylnej jamy ustnej, dochodząca do gardła. Stanowią go mięśnie, rozcięgno i gruczoły zawarte między górną i dolną warstwą błony śluzowej. W przeciwieństwie do podniebienia twardego nie zawiera zrębu kostnego. Zakończone jest ono stożkowatym przedłużeniem, tzw. języczkiem (łac. uvula). 
Fałdy podniebienia miękkiego tworzą w częściach bocznych jamy ustnej struktury skórno-mięśniowe – łuk podniebienno-językowy, dochodzący do nasady języka, i łuk podniebienno-gardłowy, dochodzący do bocznej ściany gardła na wysokości górnego rogu chrząstki tarczowatej. Pomiędzy nimi znajdują się migdałki podniebienne, po jednym z każdej ze stron.
Do mięśni podniebienia miękkiego należą mięsień napinacz podniebienia miękkiego, mięsień dźwigacz podniebienia miękkiego, mięsień podniebienno-językowy, mięsień podniebienno-gardłowy i mięsień języczka.
Powierzchnia przednia i tylna podniebienia miękkiego są pokryte błoną śluzową. Błona śluzowa powierzchni przedniej jest przedłużeniem błony śluzowej jamy ustnej, jest gruba, różowawa, posiada nieliczne brodawki i jest pokryta nabłonkiem wielowarstwowym płaskim. Z kolei powierzchnia tylna jest przedłużeniem błony śluzowej nosa, jest cienka, czerwona, posiada liczne brodawki i pokryta nabłonkiem wielorzędowym migawkowym. Oba listki błony śluzowej stykają się wzdłuż wolnego brzegu podniebienia miękkiego tworząc wyraźną granicę.
Podniebienie miękkie unerwiają nerwy podniebienne mniejsze a unaczynienie prowadzą tętnica podniebienna wstępująca, tętnice podniebienne mniejsze oraz gałązki tętnicy gardłowej wstępującej.